# Teller Ede

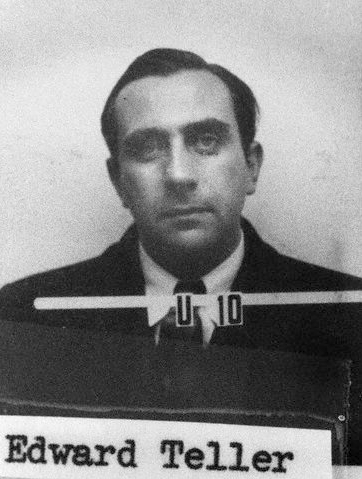
Teller Ede Manhattan projektes azonosító jelvénye

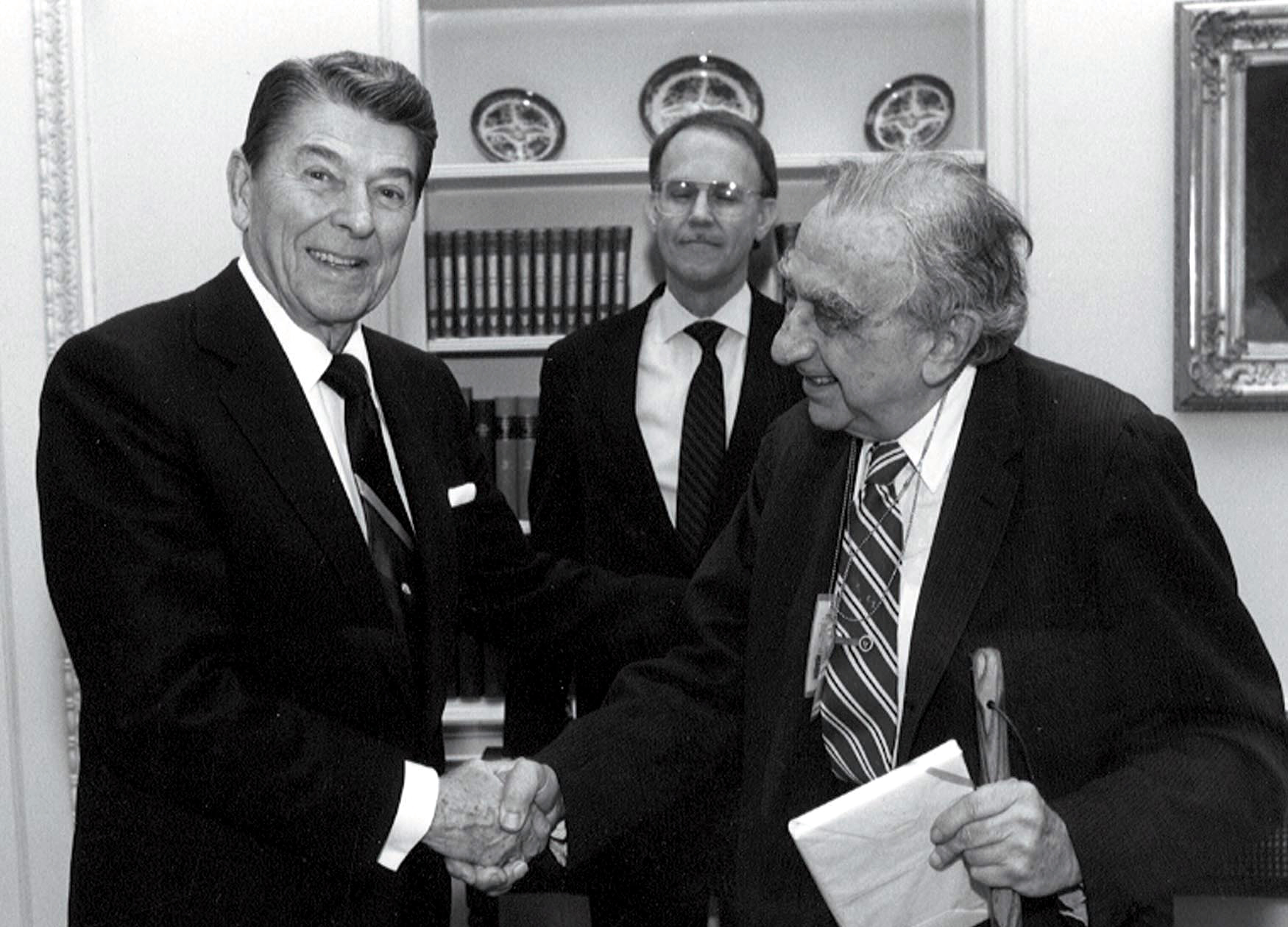
Ronald Reagan elnök 1982-ben átadja Teller Edének a Nemzeti Tudományos Érem kitüntetést

Teller Ede (angolosan: Edward Teller) (Budapest, 1908. január 15. – Stanford, Kalifornia, 2003. szeptember 9.) magyar atomfizikus, aki élete jelentős részét az Amerikai Egyesült Államokban élte le, és sikereit is főként ott érte el. Legismertebb a hidrogénbomba-kutatásokban való aktív részvétele, emiatt mint „a hidrogénbomba atyja” vált közismertté.
Bár zsidó vallású családban nőtt fel, később agnosztikussá vált.

## Fiatalsága és iskolái
Teller az Osztrák–Magyar Monarchiában született, Budapesten. Apja Teller Miksa Salamon, jó nevű ügyvéd. A négyéves Mellinger-féle elemi iskola elvégzése után szüleinek dönteniük kellett, hol tanuljon tovább. Két középiskolára is gondoltak: a pesti Piarista Gimnáziumra, de ott a tanulónak kereszténynek kellett lennie, és a Budapesti Ágostai Hitvallású Evangélikus Főgimnáziumra.
Tanulmányait 1917-ben a „Mintagimnáziumban” (a mai ELTE Trefort Ágoston Gyakorlóiskolában, akkor még Budapesti Magyar Királyi Középiskolai Tanárképző) kezdte, ahol 1925-ben jeles eredménnyel érettségizett ugyanott, ahol (Lord) Balogh Tamás, (Lord) Káldor Miklós, Kármán Tódor, Kürti Miklós, Lax Péter, Polányi Mihály, Kálmán Mór is diák volt. Még Budapesten ismerkedett össze későbbi „marslakó” barátaival: Neumann Jánossal, Szilárd Leóval, Wigner Jenővel.
Azt vallotta később, hogy tudományos sikereit annak köszönheti, hogy a magyar nyelv az anyanyelve, máskülönben „csak középszintű középiskolai tanár” lett volna belőle. Nyelvünk gyakran logikafejlesztő eszköznek bizonyul. Balázs Nándor fizikus is hasonló véleményen volt.
A matematika iránt érdeklődött, de apja azt tanácsolta neki, hogy praktikusabb irányt válasszon, így állapodtak meg a vegyészmérnökségben. Beiratkozott a Királyi József Műegyetemre, de miután 1926. január 2-án engedélyt kapott rá, elhagyta az országot, abban a hitben, hogy Németország mentesebb lesz az antiszemitizmustól, mint a Horthy-korszak Magyarországa a numerus clausus törvényét követően.

## Németországban
Karlsruhéban kémiát és matematikát tanult. 1927-ben itt beszélt Hermann Mark professzor a kvantummechanikáról mint a fizika alapjáról. Ennek hatására nyergelt át a fizikára. 1928 tavaszán Münchenben, Arnold Sommerfeld mellett tanult. Ebben az évben villamosbalesetben elveszítette egyik lábfejének egy részét. Az év őszén már a Lipcsei Egyetemen tanult, ahol Werner Heisenberg volt a professzora. Nála írta meg doktori értekezését az ionizált hidrogénmolekula gerjesztett állapotairól címmel, amit 1930-ban védett meg.
Ezután előbb molekulaspektroszkópiával foglalkozott, legismertebb eredménye a Jahn–Teller-effektus (1937), majd Göttingába ment, ahol a későbbi Nobel-díjas James Franck tanársegédje lett. 1933-ban Pöschllel közösen kidolgozta a hajlítási mozgások leírására szolgáló Pöschl–Teller potenciálfüggvényt. Utána Magyar Állami Ösztöndíjjal Rómában Enrico Fermi, majd Rockefeller-ösztöndíjjal, Koppenhágában Niels Bohr mellett dolgozott. Itt találkozott először az Ukrajnából menekült George Gamowval, akivel nagy motorkerékpár túrákat tett.
Külföldi tartózkodásai idején nyaranta végig hazajárt és 1933-ban feleségül vette ifjúkori szerelmét, Schütz-Harkányi Augusztát (Micit). Ez kiváltotta a Rockefeller-alapítvány ellenérzését: „nem fogunk nászutat szponzorálni!”

## Emigráció az Amerikai Egyesült Államokba
Két évet töltött a Göttingeni Egyetemen, majd 1934-ben elhagyta Németországot, a Zsidó Kimenekítő Tanács segítségével. Rövid angliai tartózkodás után, 1935-ben, Gamow hívására az Amerikai Egyesült Államokba emigrált, ott a George Washington Egyetemen tanított, ahol Gamow is professzor lett. Ekkoriban sok európait hívtak az Amerikai Egyesült Államokba. Kvantummechanikát tanított az amerikai diákoknak és professzoraiknak. Teller figyelmét Gamow a magfizika felé terelte és 1938-ban együtt dolgozzák ki a termonukleáris fúzió elméletét. A béta-bomlás nukleonspint átfordító Gamow-Teller-átmenetének leírása is együttes munkájuk. Paul Hugh Emmett-tel közösen értelmezte a nempórusos szilárd felületeken lejátszódó többrétegű adszorpció jelenségét. Azóta az ilyen felületeket Brunauer-Emmett-Teller felületeknek (BET-felület) hívják.
1939-ben a Gamow és Teller által szervezett washingtoni elméleti fizikai konferencián jelentette be Niels Bohr a maghasadás felfedezését. Teller ekkor New Yorkban, a Columbia Egyetemen dolgozott, ahol Szilárd Leó is. Mivel Szilárd nem tudott autót vezetni, ő vitte el Einsteinhez, hogy egy Roosevelt elnökhöz írt levelet mutasson neki, ami azután Einstein–Szilárd-levélként vált ismertté. Az 1941. december 7-i Pearl Harbor-i támadás után felgyorsultak az események. Teller Chicagóban Enrico Fermi olasz fizikus mellett dolgozott az első atomreaktor megépítésén. Itt mondta el neki Fermi azt az ötletét, hogy atombombával termonukleáris fúziót lehetne beindítani. Teller ezután kezdett gondolkodni a szuperbombán.

## A Manhattan terv és a világhírnév
A chicagói reaktor (1942) sikeres decemberi beindítása után meghívták a Manhattan tervbe. 1945-ben tagja, 1947-től elnöke a Reaktorbiztonsági Bizottságnak. Felismerte az urán-grafit-víz típusú reaktorok veszélyforrását (pozitív üregtényező), és sikerült leállíttatnia az USA-ban az olyan grafitos reaktorok működtetését, mint amilyen például később a csernobili erőmű lett. (Csernobilban többek között a pozitív üregtényező vezetett a katasztrófához.) Részt vett az inherensen biztonságos (bolondbiztos) TRIGA reaktorok kifejlesztésében.
1952-ben a Los Alamosszal elégedetlen Teller kezdeményezésére is létrehozták a kaliforniai Lawrence Livermore Nemzeti Laboratóriumot, aminek egy időre igazgatója lett. Stanisław Ulam módosításával (deutérium helyett deutérium és trícium keveréke), 1952-ben végrehajtották az első sikeres hidrogénbomba-kísérletet.
Szülei és Emmi nővére Magyarországon maradtak. Nővérének férje és édesanyjának bátyja 1944-ben a holokauszt áldozatai lettek, a többiek a pesti gettóban érték meg a felszabadulást. Édesapja 1950-ben meghalt, édesanyját, nővérét és unokaöccsét 1951-ben kitelepítették Tállyára, ahonnan másfél év múlva térhettek vissza Pestre, de lakásukat közben elvették. Unokaöccse 1956-ban elhagyta az országot. Szilárd Leó 1958-ban rá akarta venni, menjen el Moszkvába vele a Pugwash Konferenciára, hogy beszélhessenek a szovjet atomfizikusokkal a nukleáris leszerelésről. Ő azonban elutasította, rokonai magyarországi fenyegetettségére hivatkozva. Ezt Szilárd elmondta Moszkvában a szovjeteknek és a magyar küldöttnek, Jánossy Lajosnak is, mint abszurd dolgot. Három hét múlva édesanyja és nővére megkapta az útlevelet és találkozhatott Tellerrel San Franciscóban. Szilárd levélben köszönte meg Jánossynak a közbenjárását.
1962-ben John Fitzgerald Kennedy elnöktől átvehette az Enrico Fermi-díjat a kémia és a fizika terén elért eredményei, a termonukleáris kutatásban játszott vezető szerepe és a nemzetbiztonság erősítése terén végzett munkájának elismeréseként. A Reagan-Gorbacsov puhatolózások idején Reagant határozottan biztatta, ne engedjen a csillagháború kérdésében, mert a szovjeteknek nincs ilyen elektronikájuk.
1936 után 1990-ben járt újra Magyarországon és utána minden évben hazalátogatott, s az atomenergia békés felhasználásának világhírű pártolójaként, egy ízben a Paksi atomerőműbe is, ahol – széles körű műveltségét bizonyítandó – az Energetikai Főiskola auditóriumában, zongorán Mozartot játszott a hallgatóságának. 1994. április 23-án Göncz Árpád köztársasági elnöktől átvehette a Magyar Köztársasági Érdemrendet. 1997-ben megkapta az akkor elsőként kiosztott Magyarság Hírnevéért kitüntetést. Az Első Orbán-kormány idején az első Corvin-lánc-birtokosok egyike lett.

## Díjai, elismerései
- Albert Einstein-díj (1958)
- Enrico Fermi-díj (1962)

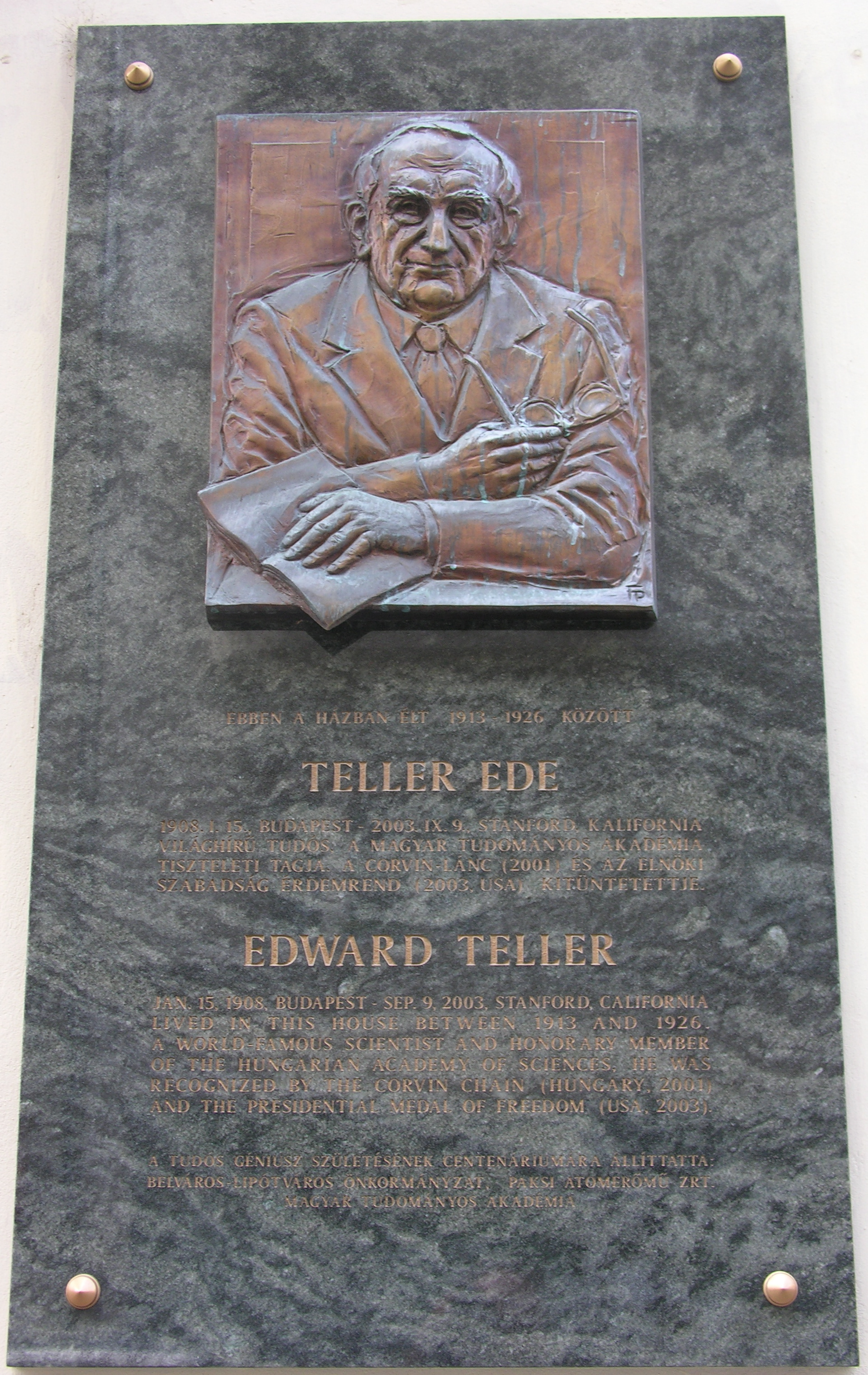
Teller Ede emléktáblája egykori lakhelyén, Budapesten, a Honvéd utca 18. szám alatt

- National Medal of Science (Nemzeti Tudományos Medál) (1982)(lásd a kitüntettetek listáján itt)
- A Magyar Tudományos Akadémia tiszteleti tagja (1990)
- A Magyar Köztársaság Rubinokkal Ékesített Zászlórendje (1990)
- Ignobel Béke-díj (1991)[26]
- A Budapesti Műszaki Egyetem díszdoktora (1991)
- Az Eötvös Loránd Tudományegyetem tiszteletbeli professzora (1991)
- Az Eötvös Fizikai Társulat tiszteletbeli tagja (1993)
- A Fizikai Szemle Nívódíja (1994)
- A Magyar Köztársasági Érdemrend középkeresztje a csillaggal (1994)
- A Magyar Nukleáris Társaság Szilárd Leó Érme (1994)
- A debreceni Kossuth Lajos Tudományegyetem díszdoktora (1995)
- Magyar Örökség díj (1996)[27]
- A Magyarság Hírnevéért Díj (1997)
- Magyar Corvin-lánc (2001)
- Presidential Medal of Freedom (Szabadság Elnöki Medál), 2003 (lásd a kitüntettek listáján itt)
- Bolyai-díj (2004) (posztumusz)
- Budapest díszpolgára (2012) (posztumusz)

## Emlékezete
- Róla nevezték el az 5006 Teller kisbolygót.
- Nagybánhegyesen az Általános Iskola és Óvoda névadója.
- Székesfehérváron A School Of Business Üzleti Szakközépiskola névváltáskor Teller Ede nevét vette fel 2013 novemberében. Teller Ede Szakközépiskola lett az új név. Érdekessége a történetnek, hogy Teller Ede személyesen hozzájárult ahhoz 2003 előtt, hogy róla majd intézményt nevezzenek el. Egy feltételt szabott ki, hogy írják meg neki, hogy megy az iskola élete.
- Farkas Pál Szekszárdon élő szobrászművész, 1995-ben mellszobrot alkotott róla a Látogatóközpont[28] előtti Paksi disputa c. szoboregyüttésbe.[29]
- Teller Ede út: Németh Szilárd, Csepel akkori polgármesterének kezdeményezésére a csepeli gerincút első szakaszát róla nevezték el.[30]
- 2013. november 5-én ugyanitt avatták fel a mellszobrát is.[31]

## Művei magyarul
- Edward Teller: Hiroshima hagyatéka; közrem. Allen Brown; Kossuth, Bp., 1965
- Légiposta; riporter Zeley László; Háttér, Bp., 1990
- A biztonság bizonytalansága. Az atomkor – fél évszázad múltán; riporter Zeley László; Relaxa, Bp., 1991
- A fizika nagyszerű, mert egyszerű; beszélgetőtárs Wendy Teller, Wilson Talley, ford. Csurgayné Ildikó; Akadémiai, Bp., 1993
- Huszadik századi utazás tudományban és politikában; ford. Mészáros György; Huszadik Század Intézet–Kairosz, Bp., 2002
- Üzenetek egy marslakótól. Válogatott tanulmányok. Előadások, beszélgetések, gondolatok; szerk. Tóth Eszter, Sükösd Csaba; Lilli, Bp., 2008